# The Asterisk War
The Asterisk War (学戦都市アスタリスク, Gakusen toshi Asutarisuku) est une série de light novels écrite par Yū Miyazaki et illustrée par Okiura, publiée depuis septembre 2012 par Media Factory. Une adaptation en manga par Ningen est publiée entre 2013 et 2016, et une adaptation en anime produite par le studio A-1 Pictures est diffusée depuis octobre 2015 sur Animax au Japon et en simulcast sur Wakanim dans les pays francophones. La version DVD et Blu-ray est éditée par Kazé.

## Synopsis
Dans le passé, l'humanité a subi une catastrophe naturelle nommée l'impact "Invertia". Cette catastrophe a détruit le monde entier. Mais grâce à cet événement, l'humanité a acquis une nouvelle capacité nommée « Genestella ». L'histoire se passe dans la ville Académique sur eau, nommée Rikka. Cette ville, autrement connue comme « l'Astérisque », est célèbre pour être la plus grande scène du monde pour la guerre des étoiles. Les personnes de la Génération Starpulse appartenant à six académies différentes ont fait leurs vœux avec des fragments de météorite pour se disputer la suprématie de cette ville. Amagiri Ayato est l'un d'entre eux. Après son arrivée à Rikka grâce à l'invitation du Président de Conseil d'Étudiant de l'Académie Seidoukan, une fille nommée Julis-Alexia van Riessfeld, mécontente du fait que ce dernier l'ait vue nue, le défie en duel.

## Personnages
Ayato Amagiri (天霧 綾斗, Amagiri Ayato)
Voix japonaise : Atsushi Tamaru
Personnage principal, c'est un jeune adolescent qui débute au sein de l'académie Seidoukan. Rapidement il se retrouve confronté à une farouche jeune fille dénommée Julis, laquelle le défie sur le champ, pensant le vaincre aisément. À la suite de l'interruption du combat, les deux élèves découvrent qu'ils font partie de la même classe. Son caractère doux et protecteur le rapproche rapidement de nombreux protagonistes. Il en vient même à sauver la vie de Julis avec qui il se lie d'amitié et décide de participer à l'un des trois plus grands tournois de l'île : le "Phénix". En plus d'être un bretteur hors pair, on découvre alors l'étendue de son pouvoir. Celui-ci est tellement puissant qu'il est emprisonné et Ayato ne peut l'utiliser plus de cinq minutes. Il a une sœur ainée qui le surpasse en tout point, c'est elle qui a emprisonné son pouvoir. L'arme d'Ayato est l'ancienne épée de sa sœur. Tout au long de son parcours dans cette île atypique, Ayato cherche à découvrir ce qui est arrivé à sœur car cette dernière est portée disparue.
Julis-Alexia von Riessfeld (ユリス＝アレクシア・フォン・リースフェルト, Yurisu-Arekushia Fon Rīsuferuto)
Voix japonaise : Ai Kakuma
Princesse de Liestania, c'est une jeune fille aux cheveux roses qui occupe la quatrième place du classement de Seidoukan. Surnommée la "Glühen Rose" elle possède des pouvoirs de feu et se bat avec une épée. La plupart de ses attaques représentent des fleurs. De par son caractère explosif, colérique et extrêmement exigent, elle n'a aucun ami. Elle change de comportement lorsque, tombée dans un guet-apens, elle se fait sauver par Ayato qui dit vouloir la protéger. Par la même occasion elle s'inscrit avec celui-ci au Phénix-Festa, un grand tournoi de l'île qu'ils remportent. Grâce à son amitié avec Ayato, elle se fait de nouveaux amis. Elle est amoureuse d'Ayato et considère ainsi Claudia, Kirin et Saya comme ses rivales. Son rêve est de remporter les trois tournois de l'île afin de pouvoir aider son pays et le libérer du joug de l'entreprise qui le contrôle.
Saya Sasamiya (沙々宮 紗夜, Sasamiya Saya)
Voix japonaise : Shiori Izawa
Jeune étudiante de Seidoukan, elle est l'ancienne voisine et amie d'Ayato. Petite au cheveux bleus, elle semble ne ressentir aucune émotion bien qu'elle aime Ayato. Elle se bat à l'aide des armes de son père, les Lux. Son rêve est d'aider son père, un grand scientifique qui fabrique des armes, non reconnu par le cercle scientifique. Elle fait équipe avec Kirin et accède à la demi-finale du "Phénix Festa".
Claudia Enfield (クローディア・エンフィールド, Kurōdia Enfīrudo)
Voix japonaise : Nao Tōyama
Connaissance de longue date de Julis, il s'agit de la présidente du conseil des élèves de Seidoukan. Elle possède un Orga Lux capable de prédire l'avenir ce qui la rend redoutable en combat. Sa famille est très importante dans le gouvernement mondial et ses relations avec celle-ci sont souvent conflictuelles. Elle est amoureuse d'Ayato et souhaite qu'il participe avec elle au Gryps Festa.
Sylvia Lyyneheym (シルヴィア・リューネハイム, Shiruvu~ia ryūnehaimu)
Voix japonaise : Haruka Chisuga
Numéro un de Queenvale elle en est aussi la présidente du conseil des élèves. Superstar de la musique, elle peut changer d'apparence afin de passer inaperçu. Elle est secrètement amoureuse d'Ayato qu'elle sort d'un mauvais pas et aide à retrouver une de ses amies.
Kirin Tōdō (刀藤 綺凛, Tōdō Kirin)
Voix japonaise : Ari Ozawa
Ancienne numéro un de Seidoukan, c'est une jeune collégienne qui manie le sabre. Elle perd sa place à la suite de sa défaite face à Ayato. Grâce à ce dernier, elle peut décider librement et n'obéit plus à son oncle. Son rêve est de remporter les Festa afin d'aider son père emprisonné pour avoir tué un homme qui s'en prenait à elle. Elle est amoureuse d'Ayato mais ne sait pas comment se comporter avec lui. Lors des combats, elle fait équipe avec Saya en qui elle a une entière confiance car elle estime qu'elles sont presque pareilles.
Lester MacPhail (レスター・マクフェイル, Resutā Makufeiru)
Voix japonaise : Takanori Hoshino
Élève à Seidoukan, il est neuvième du classement et se bat avec une hache. De nature froide il aime la bagarre mais aide souvent ses camarades lorsque ceux-ci rencontrent des difficultés.
Eishirō Yabuki (夜吹 英士郎, Yabuki Eishirō)
Voix japonaise : Yūma Uchida (en)
Kyouko est le professeur principal de la classe d'Ayato. Avant de devenir enseignante, elle était la deuxième combattante de Le Wolfe qui a mené une équipe à la victoire dans les Gryps Festa, étant la seule équipe du Wolfe à être victorieuse. En tant qu'étudiante, son alias était «Machiaverus» mais on ne sait pas si elle a gardé l'alias après avoir obtenu son diplôme (bien que cela semble être le cas, car Claudia s'adresse à elle par son alias).

## Light novel
La série de light novels est écrite par Yū Miyazaki et illustrée par Okiura. Elle est publiée par Media Factory depuis le 25 septembre 2012.

## Manga
L'adaptation en manga par Ningen est publiée entre 2013 et 2016 dans le magazine Monthly Comic Alive. Le premier volume relié est publié le 22 février 2014, et un total de cinq tomes sont commercialisés.
Un manga dérivé intitulé Gakusen toshi Asterisk gaiden: Queenveil no tsubasa (学戦都市アスタリスク外伝 クインヴェールの翼, Gakusen toshi Asutarisuku gaiden: Kuinvēru no tsubasa) est publié depuis entre 2014 et 2016 dans le magazine Bessatsu Shōnen Magazine publié par Kōdansha,. Le premier volume relié est publié le 9 avril 2015, et quatre tomes sont commercialisés.

## Anime
L'adaptation en anime est annoncée en avril 2015. Celle-ci est réalisée au sein du studio A-1 Pictures par Manabu Ono et Kenji Seto. La série est diffusée depuis le 3 octobre 2015 sur Animax au Japon, en simulcast sur Wakanim dans les pays francophones et en streaming sur Netflix. La version DVD et Blu-ray est éditée par Kazé.

### Episode
| No | Title                                 | Kanji                                      | Rōmaji                | Date de sortie   |
| -- | ------------------------------------- | ------------------------------------------ | --------------------- | ---------------- |
| 1  | Sorcière des flammes resplendissantes | 華焔の魔女 Witch of the Resplendent Flames | Kaen no Majo          | 3 octobre 2015   |
| 2  | Ser Veresta                           | セル ベレスタ Ser Veresta                  | Seru Beresuta         | 10 octobre 2015  |
| 3  | Des vacances pour deux                | 二人の休日 A Holiday for Two               | Futari no Kyūjitsu    | 17 octobre 2015  |
| 4  | Sans chahuté                          | 解き放たれし者 Unshackled                  | Tokihanata Reshi Mono | 24 octobre 2015  |
| 5  | La vitesse de la lame de foudre       | 疾風刃雷 Lightning Blade Speed             | Shippūjinrai          | 31 octobre 2015  |
| 6  | Le Vrai Visage de la Fille            | 素顔の少女 The True Face of the Girl       | Shippūjinrai          | 7 novembre 2015  |
| 7  | Décisions et Duels                    | 決意と決闘 Decisions and Duels             | Ketsui to Kettō       | 14 novembre 2015 |
| 8  | Des Vacances pour Deux, Partie 2      | 二人の休日② A Holiday for Two, Part 2      | Futari no Kyūjitsu Ni | 21 novembre 2015 |
| 9  | Le Phoenix Festa                      | 鳳凰星武祭 The Phoenix Festa               | Fenikusu              | 28 novembre 2015 |
| 10 | La Princesse Vampire Tyran            | 吸血暴姫 The Tyrant Vampire Princess       | Ramirekushia          | 5 décembre 2015  |
| 11 | Le Prix de la Puissance               | 力と代償 Power and Its Price               | Chikara to Daishō     | 12 décembre 2015 |
| 12 | Le Gravi-Sheath                       | グラヴィシーズ The Gravi-Sheath            | Guravishīzu           | 19 décembre 2015 |

## Jeu vidéo
Un jeu vidéo PlayStation Vita intitulé Gakusen toshi Asterisk: hōka kenran (学戦都市アスタリスク 鳳華絢爛, Gakusen toshi Asutarisuku hōka kenran) est sorti le 28 janvier 2016 au Japon